# سفیدخانه
سفیدخانه، روستایی از توابع بخش مرکزی، شهرستان نهاوند در استان لرستان ایران است.بیشتر فامیلی ها در این روستا ابولفتحی میباشد اما مردم آن از یک طایفه نیستندعده ای از بروجرد عده ای از روستاهای اطراف به این روستا کوچ کرده انداز جمله بشیرآباد،سهران،انگشته،میلاب وسایرروستاها ومناطق

## جمعیت
این روستا در دهستان گاماسیاب (نهاوند) قرار دارد و براساس سرشماری مرکز آمار ایران در سال ۱۳۹۵، جمعیت آن ۷۲۹ نفر (۲۲۴خانوار) بوده‌ است.